# USS Canberra (CA-70)
Канберра (CA-70/CAG-2) — американский тяжёлый крейсер типа «Балтимор», в 1952—1956 гг. оснащённый зенитным ракетным комплексом (ЗРК) «Терьер» и ставший вторым в мире ракетным крейсером. Вместе с головным кораблём серии, крейсером «Бостон», составляют отдельный тип ракетных крейсеров США.

## История службы
Корабль назван в честь австралийского крейсера «Канберра», погибшего в бою у острова Саво 9 августа 1942 года.
Спущен на воду 19 апреля 1943 года на верфи компании Бетлехем Стил в Куинси (шт. Массачусетс). Вступил в строй 14 октября 1943 года под командованием капитана 1 ранга А. Эрли (Captain A. R. Early).

### Вторая мировая война
14 января 1944 года «Канберра» прибыла в Бостон, а затем через Сан-Диего отплыла в Пёрл-Харбор, куда прибыла 1 февраля. 14 февраля она присоединилась к оперативному соединению 58 (TF 58) и приняла участие в захвате атолла Эниветок. 30 марта — 1 апреля вместе с авианосцем CV-10 «Йорктаун» крейсер принял участие в рейдах с базы Маджуро на Палау, Яп, Улити и Волеаи, а затем 13 апреля в авиаударах по Джаяпуре (англ. Hollandia) и Вакде для поддержки высадки армейского десанта в Новой Гвинее. 29 апреля — 1 мая крейсер совместно с авианосцем «Энтерпрайз» участвовал в ударе по Труку, затем обстрелял Сатаван и снова совместно с авианосными силами — в ударах по Труку.
После рейдов на Маркус и о. Уэйк в мае 1944 года, крейсер 6 июня вышел из базы Маджуро, чтобы участвовать в Марианской операции на фланге сражения в Филиппинском море, поддерживая авиаудары и обстреливая японские гарнизоны на Бонинских островах. 29 августа, после заправки в Эниветоке, крейсер участвовала в рейдах на Палау и Филиппины, а затем 15—16 сентября в высадке десанта на Моротай.
2 октября 1944 года крейсер в составе оперативного соединения 38 участвовал в авиаударах по Окинаве и Тайваню и был повреждён японской авиационной торпедой, которая попала под основной броневой пояс и проделала в борту огромную пробоину, убив 23 члена экипажа. Прежде чем пробоина была заделана, крейсер принял 4500 тонн забортной воды, которая затопила машинные отделения, лишив корабль хода. Корабль был взят на буксир крейсером «Уичита») и вместе с кораблями сопровождения и торпедированным крейсером CL-81 «Хьюстон» утром 14 октября направились к Улити. На пути к Улити соединение, получившее прозвище «Хромой дивизион 1» (англ. Cripple Division 1), подверглось нападению японской авиации, во время которого «Хьюстон» был повторно повреждён торпедой. Командир оперативного соединения 38 адмирал Хэлси попытался использовать соединение в качестве приманки для японских сил, однако когда японские корабли, вышедшие из Внутреннего Японского моря подверглись атаке с воздуха, они заподозрили ловушку и отступили. 27 октября «Канберра» вместе с другими кораблями прибыла в Улити, отбуксирована в Манус для временного ремонта и отбыла на Военно-морскую верфь в Бостоне, где 16 февраля — 17 октября 1945 года прошла капитальный ремонт. В конце 1945 года крейсер отбыл на западное побережье США, а 7 марта 1947 года был выведен из состава флота и поставлен на консервацию в Бремертоне (шт. Вашингтон).
За участие во Второй мировой войне «Канберра» получила 7 боевых звёзд.

### Послевоенное время
4 января 1952 года крейсер был переклассифицирован в CAG-2 и отбуксирован на верфь компании Нью-Йорк Шипбилдинг в Кэмдене (шт. Нью-Джерси) для переоборудования в ракетный крейсер. Кормовая башня 203-мм орудий была заменена двумя пусковыми установками ЗРК «Терьер», также была проведена моденизация других систем корабля. 15 июня 1956 года крейсер был повторно ведён в состав флота и приписан к ВМБ Норфолк. Локальные операции в Атлантике и Карибском море продолжались до 14 марта 1957 года, когда крейсер доставил президента США Дуайта Эйзенхауэра на Бермудские острова для встречи с премьер-министром Великобритании Гарольдом Макмилланом. 12 июня он участвовал в международном военно-морском салоне в Хэмптон-Роудс с министром обороны Чарлзом Уилсоном на борту. После тренировочного плавания в Карибское море и Бразилию (13 июня — 5 августа 1957 года), он 3 сентября прибыл в Норфолк, чтобы участвовать в операции НАТО «Ответный удар» («Strikeback») в Средиземном море в составе 6-го флота, откуда вернулся 9 марта 1958 года.
Весной 1958 года крейсер был флагманом церемонии доставки тел неизвестных солдат Второй мировой и Корейской войн для погребения в «Могиле неизвестных» (Tomb of the Unknowns) на Арлингтонском национальном кладбище. 26 мая в районе Вирджиния Кейпс на «Канберру» были переданы урны с прахом неизвестных солдат, погибших в Европе (с эсминца DD-943 «Блэнди»), Корее и Тихоокеанском театре военных действий (с крейсера CAG-1 «Бостон»). После торжественной церемонии две урны отбыли для захоронения в Вашингтон на борту эсминца «Блэнди», а третья урна с военными почестями предана морю с борта «Канберры».
9 июня — 7 августа 1958 года крейсер совершил тренировочное мичманское плавание в Европу, а затем после краткосрочного визита в Нью-Йорк прибыл на Военно-морскую верфь Норфолка на реконструкцию.
3 марта 1960 года крейсер под флагом командира крейсерских сил Атлантического флота и дивизиона крейсеров 6 контр-адмирала Дж. Тейлора (англ. Rear Admiral J. McN. Taylor) отбыл в «кругосветное плавание доброй воли». В Тихом океане он посетил место гибели австралийского крейсера «Канберра». Во время плавания крейсер побывал на 6-м и 7-м флотах, пересёк Тихий и Индийский океаны, Суэцкий канал, Средиземное море и Атлантику. 24 октября он прибыл в порт приписки Норфолк и до конца года действовал у Атлантического побережья США.